# Grafenhausen
Grafenhausen (în alemanică Grõfuusè) este o comună din landul Baden-Württemberg, Germania.

## Istorie
Grafenhausen a fost întemeiat de casa de Nellenburg, înainte de a fi date Abației Allerheilingen. Grafenhausen va continua să schimbe mâini, fiind mai întâi încredințat Orașului Imperial Schaffhausen, apoi Landgrafului de Stühlingen, iar mai apoi Abației Sfântului Blasiu, care îl va deține până la Războaiele Napoleoniene, când va fi retrocedat Marelui Ducat de Baden.